# ريتشارد أنتوني باركر
ريتشارد أنتوني باركر (بالإنجليزية: Richard Anthony Parker)‏ هو عالم مصريات أمريكي، ولد في 10 ديسمبر 1905 في شيكاغو في الولايات المتحدة، وتوفي في 3 يونيو 1993.